# Gaspare Mattei
Gaspare Mattei (ur. w 1598 w Rzymie, zm. 9 kwietnia 1650 tamże) – włoski kardynał.

## Życiorys
Urodził się w 1598 roku w Rzymie, jako syn Maria Mattei i Prudenzii Cenci. Studiował prawo w Rzymie i uzyskał doktorat, a następnie został referendarzem Trybunału Obojga Sygnatur. 5 września 1639 roku został wybrany tytularnym arcybiskupem Aten, a 30 października przyjął sakrę. Jednocześnie został mianowany nuncjuszem przy cesarzu. 13 lipca 1643 roku został kreowany kardynałem prezbiterem i otrzymał kościół tytularny San Pancrazio. Zmarł 9 kwietnia 1650 roku w Rzymie.